# Falkirk Stadium
Het Falkirk Stadium is een voetbalstadion in de Schotse plaats Falkirk. Het stadion is de thuishaven van de voetbalclub Falkirk FC.
Het stadion werd in 2004 door Falkirk FC in gebruik genomen nadat zij het verouderde stadion, Brockville Park genaamd, had verkocht aan een Engelse supermarktketen. Tot voor kort werd het veld niet volledig omringd. Pas bij ingang van het voetbalseizoen 2009-2010 werd de tribune aan de oostkant voltooid. Met een wedstrijd tegen het Belgische Royal Antwerp FC werd deze officieel geopend. Door de voltooiing van onder andere de oosttribune bedraagt stadioncapaciteit hedendaags 8.750 plaatsen, waarvan enkele honderden staanplaatsen. Intussen zit men alweer rondom de tekentafel om te kijken of er verdere uitbreidingsmogelijkheden zijn. Het stadion zou over enkele jaren over een capaciteit van 12.800 plaatsen moeten beschikken.
De beheerder van het stadion, de Falkirk Community Stadium Ltd, biedt de Schotse rugbybond tevens aan om gebruik te maken van het stadion. Het bestuur van Falkirk FC is hier geen voorstander van, omdat het veld zo zijn conditie verliest, aldus de voorzitter.